# Мангель, Альберто
Альберто Мангель (англ. Alberto Manguel, род. 13 марта 1948, Буэнос-Айрес) — канадский писатель, журналист, переводчик, редактор и бывший директор Национальной библиотеки Аргентины. Он является автором многочисленных научно-популярных книг, таких как «The Dictionary of Imaginary Places» (написан в соавторстве с Джанни Гуадалупи в 1980 году), «История чтения» (A History of Reading (1996)), «The Library at Night» (2007) и «Илиада и Одиссея: биография Гомера» (Homer’s Iliad and Odyssey: A Biography (2008)), а также романов. В 2007 году Мангуэль был выбран в качестве ежегодного лектора для престижных лекций Масси.

## Биография
Родился в Аргентине в семье дипломата, пров`л детство в Израиле. Работал в одном из книжных магазинов Буэнос-Айреса, где познакомился с Борхесом, в 1964—1968 годах был его помощником, читал писателю вслух. В Буэнос-Айресе Мангель посещал Национальный колледж Буэнос-Айреса с 1961 по 1966 год. Среди его учителей были историк Альберто Салас (Alberto Salas) и литературный критик Энрике Пеццони (Enrique Pezzoni). Мангель проработал один год (1967) в Университете Буэнос-Айреса, но бросил учёбу ради работы в недавно основанной редакционной галерее Гильермо Шавельзона (Guillermo Schavelzon).
В 1971 году Мангель, живший в Париже и Лондоне, был удостоен премии «Premio La Nación» (Буэнос-Айрес) за сборник рассказов. Премия была разделена с писателем Бернардо Скьяветтой (Bernardo Schiavetta). В 1972 году Мангуэль вернулся в Буэнос-Айрес и в течение года работал репортером в газете La Nación. В 1974 году ему предложили работу в качестве иностранного редактора в издательстве Франко Мария Риччи (Franco Maria Ricci) в Милане. Здесь он познакомился с Джанни Гуадалупи и позже по предложению Гуадалупи написал вместе с ним словарь воображаемых мест. Книга представляет собой путеводитель по фантастическим землям, островам, городам и другим местам из мировой литературы, включая Руританию, Шангри-Ла, Ксанаду, Атлантиду, страну Оз Л. Фрэнка Баума, Страну Чудес Льюиса Кэрролла, Утопию Томаса Мора, Равнину Эдвина Эббота, Нарнию К. С. Льюиса и царства Франсуа Рабле, Джонатана Свифта и Дж. Р. Р. Толкина.
В 1976 году Мангель переехал на Таити, где до 1977 года работал редактором журнала Les Éditions du Pacifique. Затем он работал в той же компании в Париже в течение года. В 1978 году Мангел поселился в Милфорде, графство Суррей (Англия) и основал издательскую компанию Ram Publishing Company. В 1979 году Мангель вернулся на Таити, чтобы снова работать в Les Éditions du Pacifique, на этот раз до 1982 года. В 1982 году Мангуэль переехал в Торонто, провинция Онтарио, Канада, и жил там (с кратким Европейским периодом) до 2000 года.
С 1985 года гражданин Канады. Здесь Мангуэл регулярно публиковался в газетах The Globe and Mail (Торонто), The Times Literary Supplement (Лондон), The Village Voice (Нью-Йорк), The Washington Post, The Sydney Morning Herald, The Australian Review of Books, The New York Times и Svenska Dagbladet (Стокгольм), а также делал обзоры книг и пьес для канадской радиовещательной корпорации. В 1983 году он выбрал рассказы для своей антологии «Чёрная вода: книга фантастической литературы» Black Water: The Book of Fantastic Literature. Его первый роман «News From a Foreign Country Came» получил премию Маккиттерика (McKitterick Prize) в 1992 году. В 1997 году Мангуэль перевёл на английский язык первый роман аргентинского писателя Федерико Андахази (Federico Andahazi) «The Anatomist».
Он был назначен приглашённым писателем в программе писателей Маркина-Фланагана в Университете Калгари с 1997 по 1999 год. Мангуэл был первым лектором на Конгрессе «Exile & Migration» в Бостонском университете в июне 1999 года и лектором литературного приложения Times в 1997 году.
В 2000 году Мангель переехал в регион Пуату-Шаранта во Франции, где он и его партнёр приобрели и отремонтировали средневековый пресвитериум. Среди ремонтных работ- отделанная дубовыми панелями библиотека, в которой хранится почти 40 000 книг Мангуэля. В 2001 году со своей библиотекой поселился во Франции, в провинции Пуату.
В 2007 году Мангель занимал кафедру Катедры Кортасар (Cátedra Cortázar) в Университете Гвадалахары, Мексика, а в 2003 году-кафедру С. Фишера в Свободном университете Берлина. В 2007 году он получил почетную докторскую степень Льежского университета. В 2007 году Мангель прочитал лекции Мэсси/ Massey Lectures, которые позже были опубликованы как The City of Words, и в том же году прочитал лекцию Нортропа Фрая-Антонина Майе в Монктоне, штат Нью-Брансуик. В 2003 году он был лектором Пратта в Мемориальном университете Ньюфаундленда.
В декабре 2013 года он перенёс инсульт.
В декабре 2015 года он был назначен директором Национальной библиотеки в Аргентине, заменив Орасио Гонсалеса/ Horacio González/. Официально вступил в должность в июле 2016 года.

## Личная жизнь
Он был женат на Полин Энн Брюэр в 1975—1986 годах, а их дети — Элис Эмили (Alice Emily), Рэйчел Клэр (Rachel Claire) и Руперт Тобиас (Rupert Tobias). После развода с Брюэр в 1987 году Мангел начал встречаться со своим нынешним партнёром Крейгом Стивенсоном.

## Творчество
Автор романов и рассказов, эссе о литературе и искусстве, составитель множества антологий (фантастической литературы, канадской новеллы, рассказов латиноамериканских писательниц и др.). Романы и эссе Мангеля переведены на многие языки мира, включая китайский. Он переводил прозу М. Юрсенар и др.

## Произведения

### Романы
- News From a Foreign Country Came (1991)
- Stevenson under the Palm Trees (2003)
- El regreso (2005, опера Оскара Страсного, 2010)
- Un amant très vétilleux (2005)
- Todos los hombres son mentirosos (2008)

### Эссе
- The Dictionary of Imaginary Places (1980) ISBN 0-02-546400-0
- A History of Reading (1996)
- Bride of Frankenstein (1997, статьи о кино)
- Into the Looking Glass Wood (1998)
- Reading Pictures: A History of Love and Hate (2000)
- A Reading Diary (2004)
- With Borges (2004)
- The Library at Night (2005)
- Homer’s The Iliad and The Odyssey: A Biography (2007)
- Moebius transe forme (2010, в соавторстве c Мёбиусом)

### Антологии
- Black Water: The Book of Fantastic Literature (1983) ISBN 0-517-55269-8
- Black Water 2: More Tales of the Fantastic (1990) ISBN 0-88619-124-6

### Публикации на русском языке
- История чтения. Екатеринбург: У-Фактория, 2008; новое издание — 2020, Изд-во Ивана Лимбаха. ISBN 978-5-89059-377-1
- Гомер. «Илиада» и «Одиссея». М.: АСТ, 2009. 352 с. ISBN 978-5-17-049440-8, ISBN 978-5-9713-9982-7
- «Curiositas. Любопытство» Изд-во Ивана Лимбаха, 2017 г

## Признание
- Офицер ордена искусств и литературы (2004)
- Кавалер ордена искусств и литературы (1996)

Награждён премиями газеты La Nación за новеллистику (Буэнос-Айрес, 1971), Медичи за эссеистику (1998), Роже Каюа (2004), Гринцане Кавур (2006) и другими знаками отличия в нескольких странах. Почетный доктор Льежского университета (2007).